# 白川 (熊本県)
白川（しらかわ）は、熊本県中北部を流れる一級河川。一級水系白川の本流である。水源は環境省により、名水百選に選定されている。

## 地理
阿蘇山の根子岳（標高1,433m）に発し、阿蘇山カルデラの南部「南郷谷」を西流。立野（南阿蘇村）で、カルデラの北側「阿蘇谷」を流れる支流の黒川と合流する。急流の多い上中流域を抜けると、熊本市市街部を南北に分けて貫流し、有明海に注ぐ。河口部では加藤清正以来の干拓が行われる。

## 語源
「大渡橋幹縁疏」「大渡橋供養記」等の古文献によると、「時折白く濁る」ことが名前の由来とされている。

## 南阿蘇村湧水群
白川沿いには他にも多数の湧水があり、南阿蘇村湧水群として平成の名水百選に選定されている。また南阿蘇村は水の郷百選に水の生まれる里として選定されている。2012年3月17日、南阿蘇鉄道に南阿蘇白川水源駅が開業した。下記3つ以外にも数多くの湧水が存在する。

### 白川水源

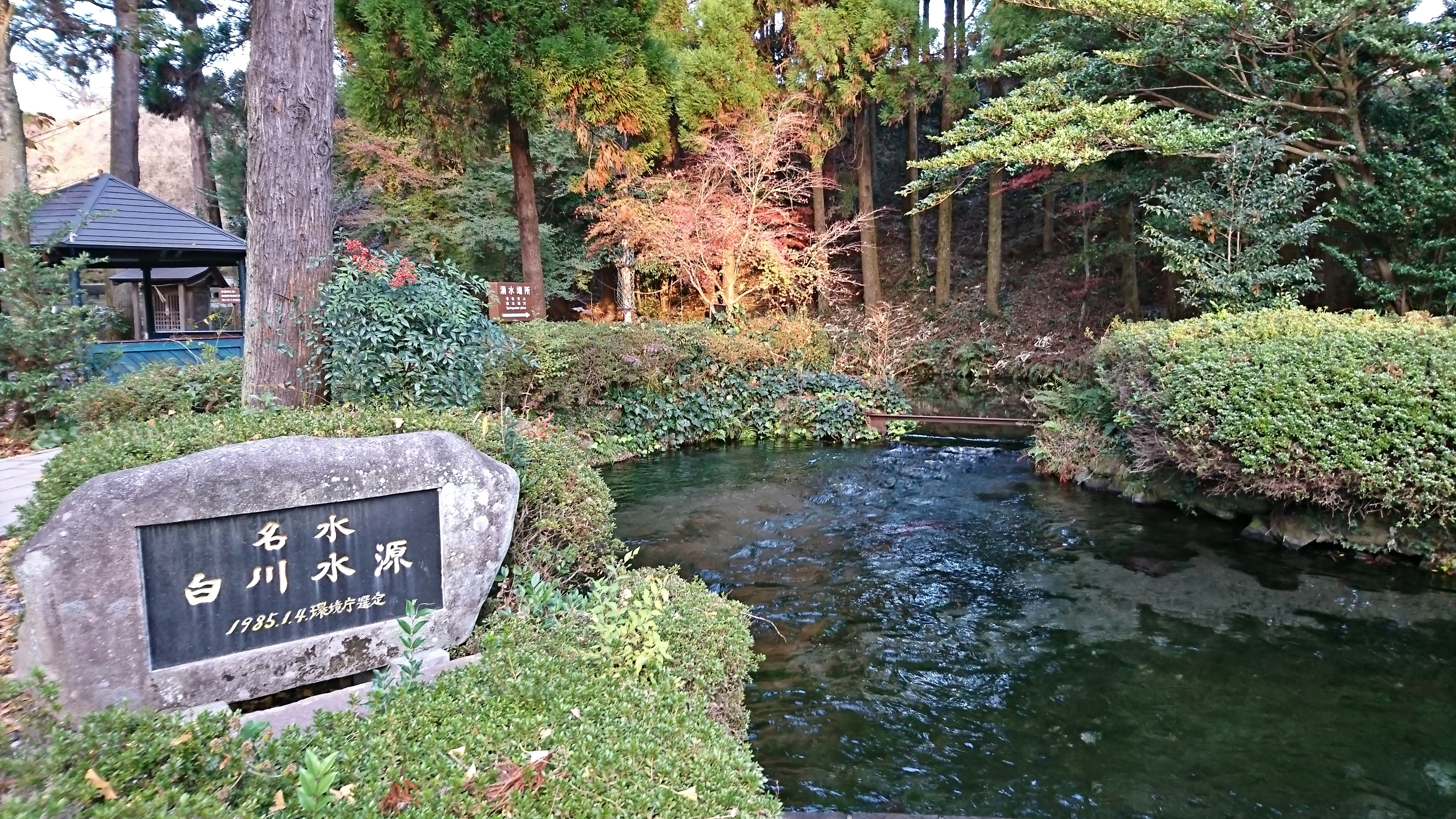
白川水源

熊本県阿蘇郡南阿蘇村大字白川にある湧水である。「白川吉見神社」境内から年間を通じて14℃、毎分60トンの水が湧き出ており1985年（昭和60年）名水百選に選定された。

### 竹崎水源
南阿蘇村両併にある湧水。毎分120トンの湧出がある。

### 池の川水源
南阿蘇村中松にある湧水。毎分5トンの湧出がある。

## 歴史

### 加藤清正による河川改修
最初に大規模な河川改修を行ったのは加藤清正であることがわかる。肥後入国後に自ら船に乗り、何度も白川を往復して検分したと伝えられている。流域全体に様々な治水対策が行われ、一部は現在も生かされている。
- 治水工事
  - 鹿漬堰（しつけぜき）- 鹿漬堰（しつけぜき）- 黒川との合流地点に設けられた堰。白川の流速を速め、黒川の流速を遅くするために設けられた。
  - 石刎（いしばね）- 川岸から中央に向かって突き出した石堤。堤防を保護するために流速を下げることを狙ったもので、流域各所に設けられていた。
- 城下町付近の流路変更 - 諸説あるが、かつての白川は現在の子飼橋〜代継橋付近で大きく蛇行し、現在の熊本市役所付近で坪井川が合流、それから現在の坪井川の流路を通り、現在の長六橋付近で現在の流路へ復した後、蓮台寺橋のたもとから南流して南区川尻町で緑川と合していた[6]。清正は治水及び熊本城の防衛のため新たに河道を開削し、城下町の南端で分流するようにした。熊本城の防衛上の意味というのは、白川を外堀、坪井川を内堀に見立てるというものである。このため、熊本城には水堀が1つしかない。

### 6・26水害
1953年（昭和28年）6月26日、梅雨前線による集中豪雨で白川が氾濫し熊本市の広い範囲が床上浸水、またその2ヶ月前に阿蘇山が噴火していたことで大量の泥（火山灰）が市街地へ流入した。この白川流域の水害についてを「白川大水害」、または日付から「6・26水害」と呼ぶ。熊本のほか福岡・佐賀などでも大きな被害をもたらした。

## 流域の自治体
熊本県
阿蘇郡高森町、南阿蘇村、菊池郡大津町、菊陽町、熊本市（右岸 : 北区 - 中央区 - 西区、左岸 : 東区 - 中央区 - 南区 - 西区）

## 支流・用水路

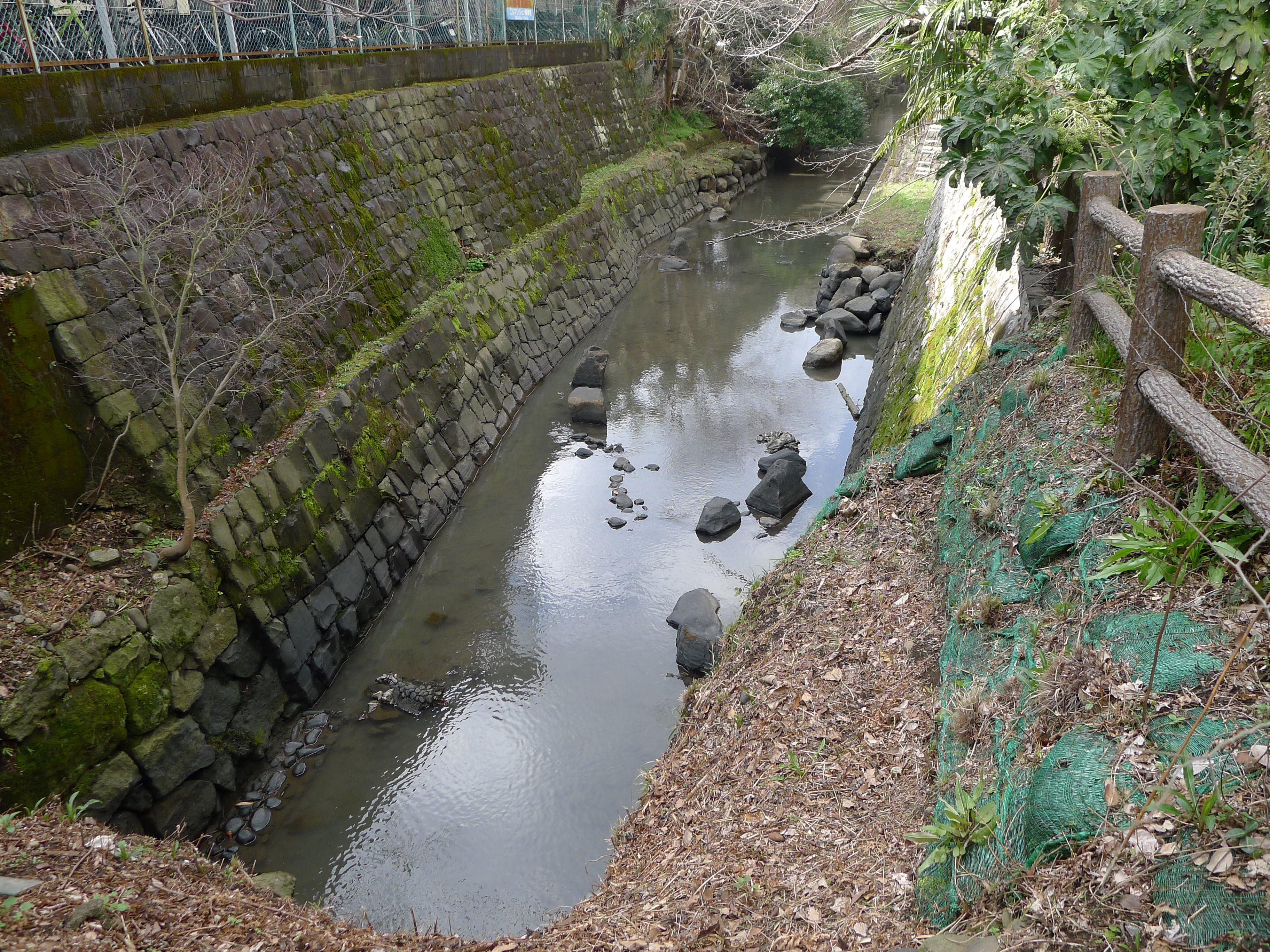
白川用水（大井手）

- 黒川 - 阿蘇山カルデラの北側を流れる支流。
- 堀川 - 大津町瀬田の瀬田堰より取水。
- 小野田井手 - 阿蘇市一の宮町
- 馬場楠井手（鼻ぐり井手） - 菊陽町馬場楠堰より取水。鼻ぐりと呼ばれる火山灰対策技術がある。かんがい施設遺産登録。
- 大井手（一の井手・二の井手・三の井手）- 熊本市中央区渡鹿の渡鹿堰より取水。かんがい施設遺産登録。

## 水力発電

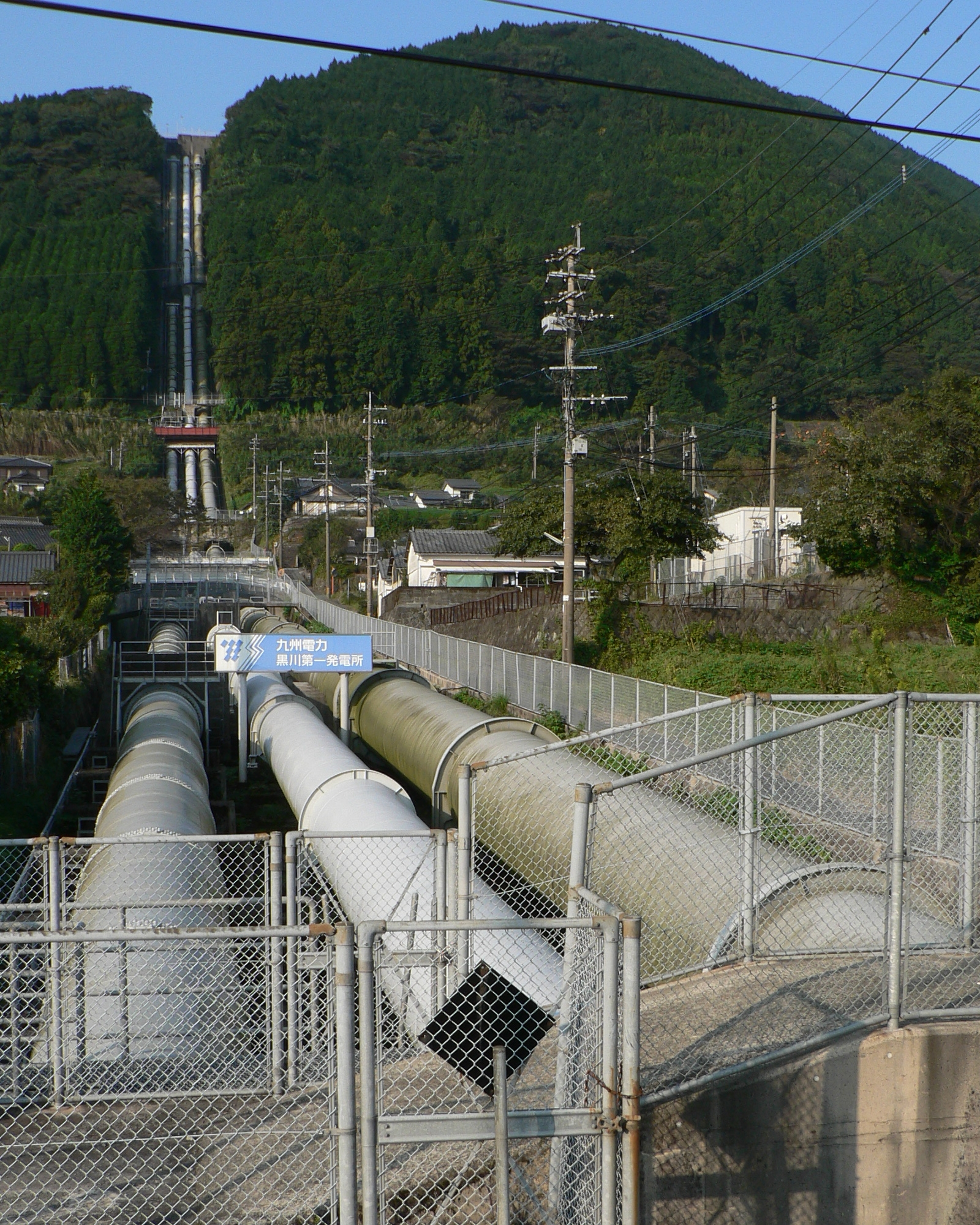
黒川第一発電所の水圧鉄管（2011年）

白川水系では4か所の水力発電所が運転している。九州電力の黒川第一発電所（4万2,200キロワット、南阿蘇村）、黒川第二発電所（2,100キロワット、南阿蘇村）、黒川第三発電所（2,800キロワット、大津町）、JNC（旧・チッソ）の白川発電所（9,000キロワット、大津町）で、合計最大出力は5万6,100キロワットである。
熊本県内では初となる水力発電所建設計画が白川水系にもたらされたのは1894年（明治27年）のことで、当時の電力会社・熊本電灯によるものであった。これ続いて1896年（明治29年）に熊本水力電気が、1901年（明治34年）には熊本県が開発計画を立案し、さらに1906年（明治39年）には浅野総一郎（浅野財閥）が地元有力者らとともに発起人となって県の計画を引き継ぎ、開発の準備を進めた。一方、熊本電灯は1909年（明治42年）に設立した熊本電気（安田財閥・安田善三郎社長）に事業を継承。資金調達が難航し、工事に着手できずにいた浅野らから水利権を譲り受け、黒川発電所（現・黒川第一発電所）の建設に着手した。好調な営業成績から資金調達も順調で、工事は1914年（大正3年）2月に竣工、同年3月17日に送電を開始した。発電所の建屋内に4台の水車発電機を設置し、白川支流の黒川から取り入れた水を発電に使用する。阿蘇山に近く、火山灰由来の微粒子が河川水に多く含まれていることから、それらを沈殿させて除去するため、何本もの導流壁を有する沈砂池が設置されている。最大出力は6,000キロワットであったが、それでも熊本電気が所有する既存の発電所（総出力520キロワットの火力発電）を大きく上回る規模であった。熊本電気は三井鉱山（現・日本コークス工業）や日本窒素肥料（後のチッソ）、電気化学工業（現・デンカ）といった大口の顧客獲得に成功し、需要に応えるべく1919年（大正8年）に黒川第一発電所の出力を1万キロワットに増強（水車発電機を2台増設）するとともに、1918年（大正7年）に黒川第二発電所を、1922年（大正11年）に黒川第三発電所をそれぞれ運転開始した。これら3発電所は後に九州電気、日本発送電を経て戦後は九州電力の所有となり、増強され現在に至る。
白川発電所は当時の日本窒素肥料が建設し、1914年11月に運転を開始した水力発電所で、同社の鏡工場において石灰窒素および硫酸アンモニウム（硫安）を製造するにあたって必要となる電力をまかなうためのものであった。当初は出力6,400キロワットであったが、増強され現在に至る。

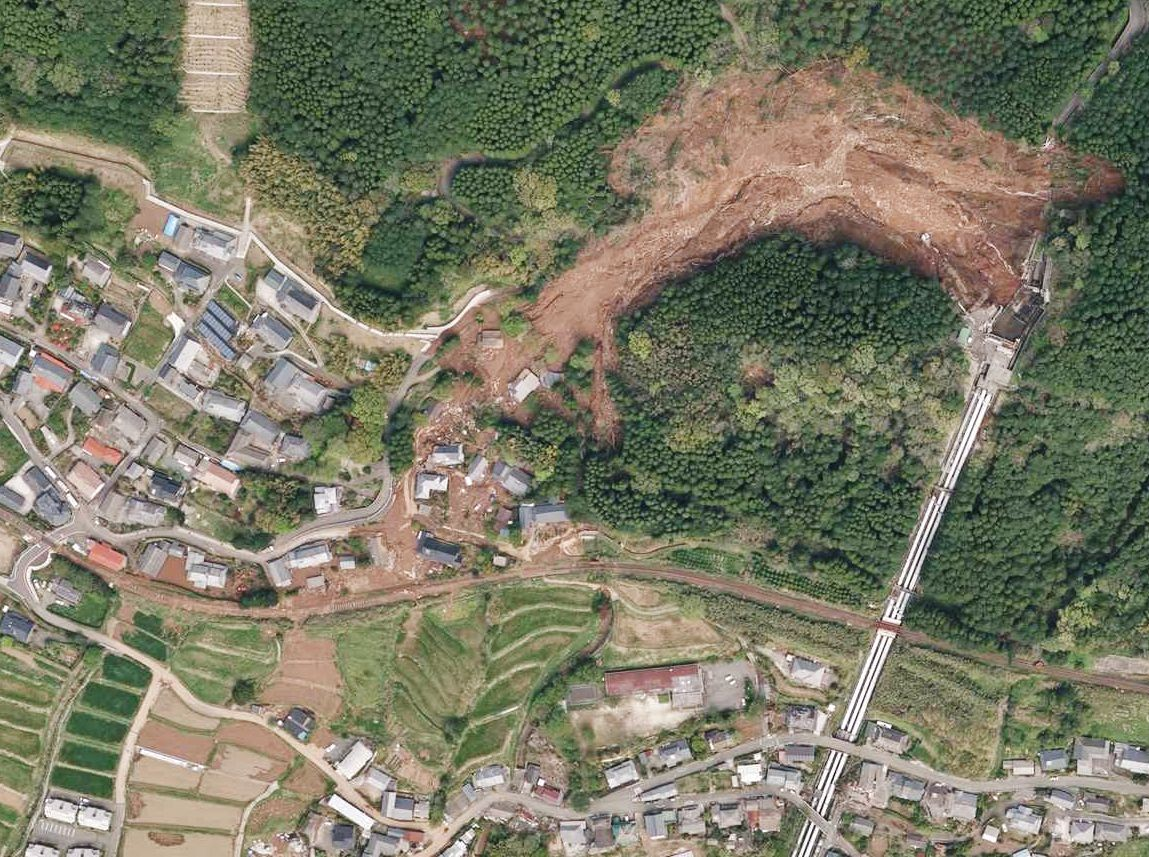
熊本地震で被災した黒川第一発電所と立野集落

1953年（昭和28年）の西日本水害（白川大水害）では各発電所で設備が損壊する被害を受けた（昭和28年西日本水害#水力発電所を参照）。また、2016年（平成28年）4月に発生した熊本地震の影響により、黒川第一発電所の上部水槽部分から土砂崩落していることが確認された。流出した水の総量は約1万立方メートルに上り、水槽から200メートル下の集落を直撃、2人の住民が死亡した。2020年（令和2年）5月19日、九州電力は黒川第一発電所の復旧を発表。水槽の移設や水圧管路の地中化といった対策を講じ、経済性を考慮して出力を約3万キロワットに抑えるとした。工事は2022年度に着手し、2026年度の復旧を目指す。

## 立野ダム計画

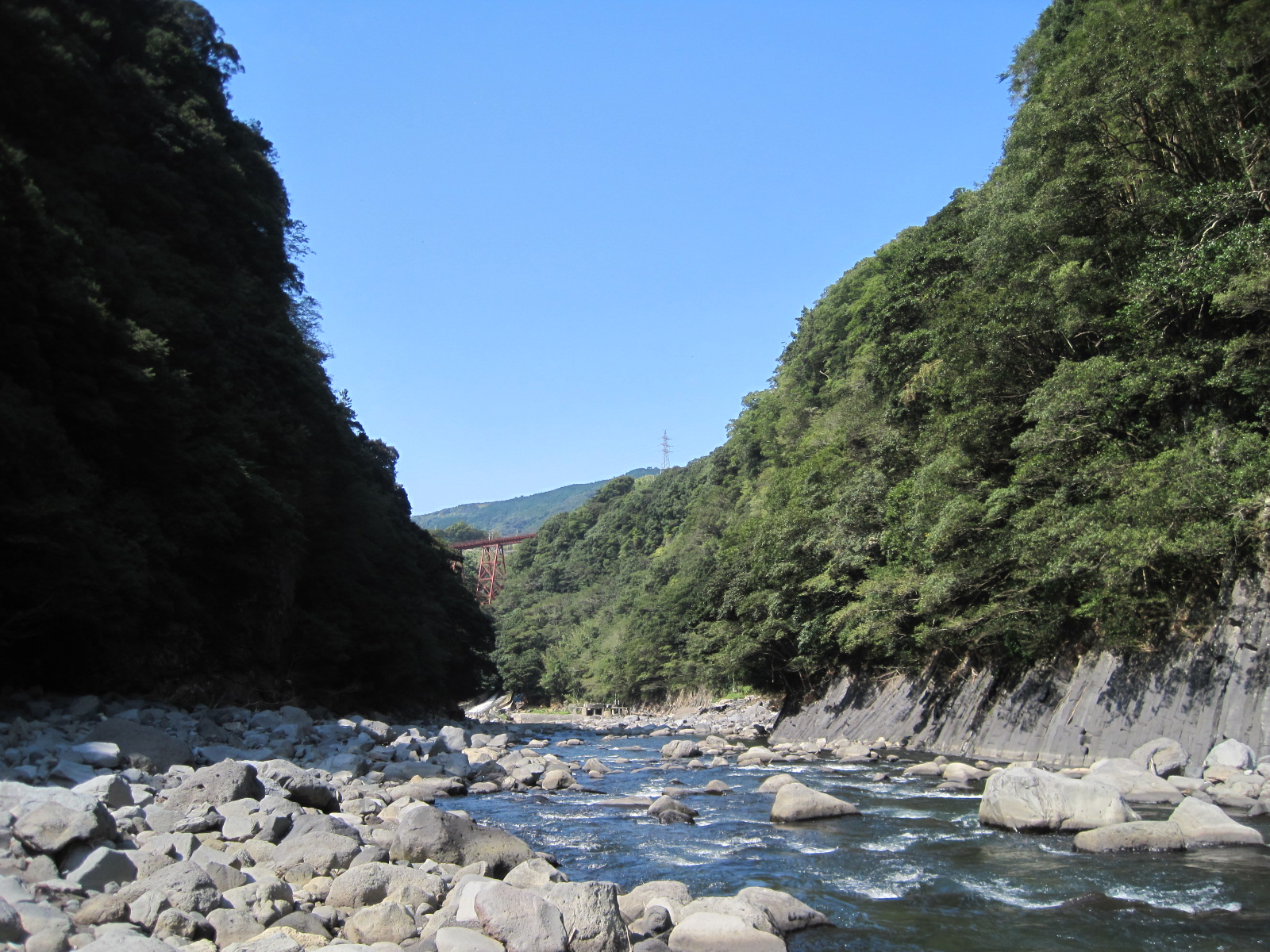
立野ダム建設予定地

立野ダムは治水を目的とする穴あきダムで、通常はダム最下部に設けられた3ヶ所の洪水吐から通水するが、流入する水量が増えた場合には放流水量を調整する。1983年（昭和58年）に事業着手し、2018年（平成30年）本体工事に着手した。2023年（令和5年）竣工し、翌2024年（令和6年）に試験湛水を実施した。

## 並行する交通

### 鉄道
- JR九州豊肥本線 - 黒川との合流点に近い立野駅北側にはスイッチバックがある。
- 南阿蘇鉄道高森線 - 立野駅近くに架かる第一白川橋梁は、国鉄高千穂線高千穂橋梁が完成するまでは、水面からの高さ日本一を誇った。現在は徐行運転や一時停車のサービスが行われており、車内から美しい自然風景を眺めることができる。

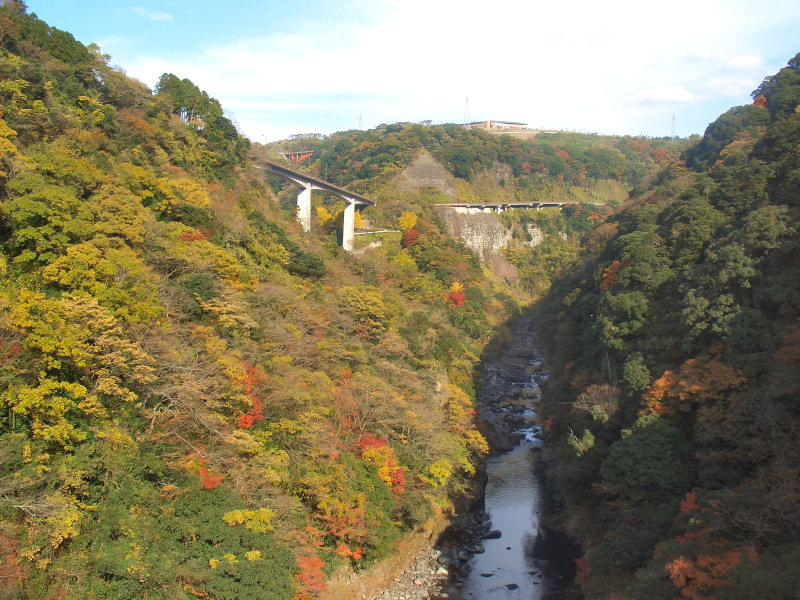
南阿蘇鉄道第一白川橋梁から上流を見る

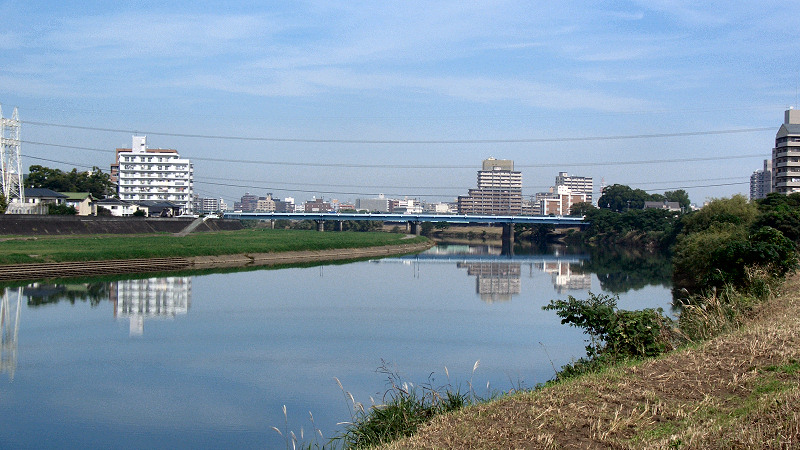
JR豊肥本線第一白川橋梁から上流を見る
奥の橋は新世安橋

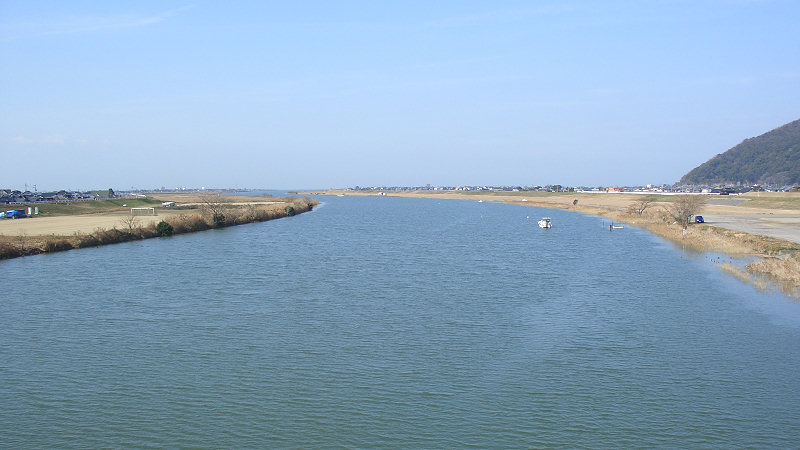
河口付近
国道501号小島橋から見る

### 道路
- 国道
  - 国道57号
  - 国道325号
- 主要地方道
  - 熊本県道28号熊本高森線
  - 熊本県道51号熊本港線
- 一般県道
  - 熊本県道145号瀬田熊本線
  - 熊本県道207号瀬田竜田線
  - 熊本県道233号海路口小島線
  - 熊本県道337号熊本菊陽線

## 橋梁
- 南阿蘇鉄道第一白川橋梁
- 空港大橋 - 熊本県道36号熊本益城大津線の橋である。
- 鼻ぐり大橋 - 熊本県道209号曲手原水線の橋である。
- みらい大橋 - 熊本県道138号辛川鹿本線の橋である。
- 弓削橋 - 熊本県道235号益城菊陽線の橋である。
- 弓削大橋 - 国道57号（熊本東バイパス）の橋である。
- 吉原橋 - 熊本県道231号託麻北部線の橋である。平成24年7月九州北部豪雨で被災し、架け替えられた。
- 九州自動車道白川橋
- 武蔵橋
- 三協橋- 熊本県道232号小池竜田線の橋である。
- 龍田大橋 - 国道3号（熊本北バイパス）の橋である。
- 小碩橋 - この橋から下流と立野ダムが国土交通省管理区間、上流が熊本県管理区間である。
- 竜神橋 - 平成24年7月九州北部豪雨で被災し、架け替えられた。
- 子飼橋 - 昭和28年西日本水害#白川大水害に際し、多量の流木等をせき止めたことで一気に決壊し被害を拡大してしまった。
- 明午橋 - 熊本県道145号瀬田熊本線の橋である。
- 大甲橋 - 熊本県道28号熊本高森線の橋である。熊本市電水前寺線の建設に伴って架橋された、道路と路面電車の併用橋。名前は1924年（大正13年、甲子）に建設されたことに因む。
- 安巳橋（安政橋） - 安政4年（1857年）（干支、丁巳）完成。はじめ安政橋（あんせいばし）のち新橋と改め、さらに万延元年（1860年）に安政の丁巳の年に完成したことから安巳橋（やすみばし）と改められた。今でも安政橋とも呼ばれる。
- 銀座橋
- 新代継橋
- 代継橋 - 国道266号の橋である。
- 長六橋 - 白川に最初に架けられた橋。1601年（慶長六年）頃、熊本城築城の際に架けられたとされる。1857年（安政4年）に安巳橋（安政橋）が架けられるまでは、熊本府内唯一の橋であり、記録に残るだけでも十数回流失している。現在は国道3号の橋となっている。
- 泰平橋
- 白川橋 - 熊本県道22号熊本停車場線、通称産業道路の橋である。
- 世安橋
- 新世安橋
- JR豊肥本線第一白川橋梁
- 蓮台寺橋 - 熊本市道新土河原出水線の橋である。
- 薄場橋 - 熊本県道227号並建熊本線の橋である。
- 熊本西大橋 - 熊本県道227号並建熊本線の橋である。
- 八城橋
- 小島橋 - 国道501号の橋である。

## 周辺の施設
- 熊本大学
- 藤崎八旛宮
- 白川公園
- 熊本大学医学部附属病院
- 熊本市立龍田中学校
- ANAクラウンプラザホテル熊本ニュースカイ
- 熊本市中部浄化センター
- アクアドームくまもと
- 熊本市西部浄化センター
- 西岸寺 (熊本市)

## 流域の観光地
- 阿蘇山
- 地獄温泉
- 草千里
- 熊本城